# Berberis canadensis
Berberis canadensis är en berberisväxtart som beskrevs av Philip Miller. Berberis canadensis ingår i släktet berberisar, och familjen berberisväxter. Inga underarter finns listade i Catalogue of Life.

## Bildgalleri

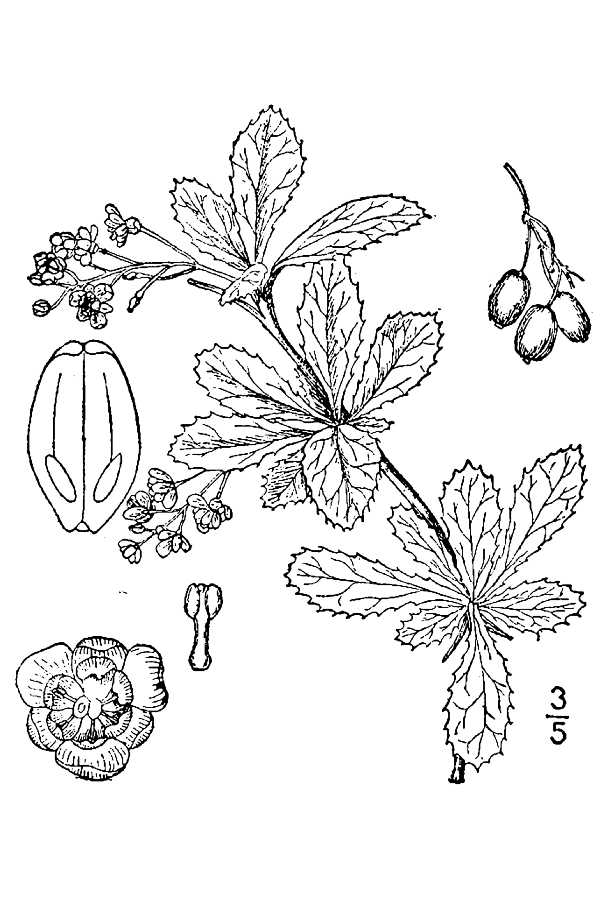